# Weißenseer FC
Der Weißenseer FC ist ein Berliner Fußballverein im Berliner Bezirk Pankow, der seinen Sitz im Stadtteil Weißensee hat.

## Anfangsjahre

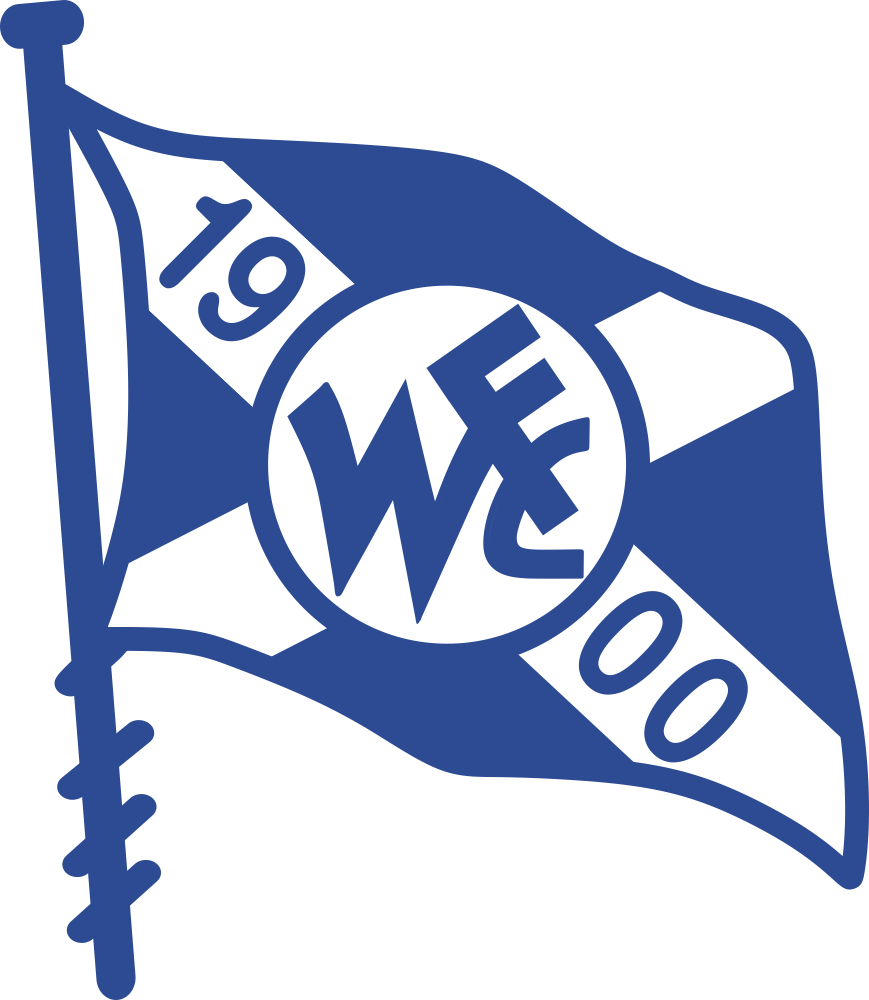
Historisches Logo des Weißenseer FC

Als erster Weißenseer Fußballverein wurde der WFC am 8. September 1900 gegründet. Danach schloss sich die Mannschaft dem Märkischen Fußball-Bund (MFB) an, dessen Meisterschaft sie 1904 gewannen. Drei Jahre später folgte ein zweiter Platz, doch bereits in der Folgesaison meldete man sich während der Rückrunde vom Spielbetrieb des MFB ab, um in den Verband Berliner Ballspielvereine (VBB) zu wechseln. Dort gelang den Weißenseern 1909 der Aufstieg von der 3. in die 2. Klasse und im Folgejahr konnte man den Verbandspokal gewinnen. In die höchste Klasse stieg man dagegen erst 1918 auf, konnte sich dort aber nicht halten und stieg 1919 wieder ab.
1922 folgte ein weiterer Aufstieg und dieses Mal konnte Weißensee sich (mit Ausnahme der Saison 1926/27) bis 1931 in der VBB-Verbandsliga halten. In dieser Zeit entwickelte sich der Club durch die zusätzliche Aufnahme der Sportarten Leichtathletik, Hockey und Boxen bis 1925 mit 300 Mitgliedern zu einem für damalige Verhältnisse Großverein. Anlässlich der 25-Jahr-Feier wurde im Beisein von Oberbürgermeister Gustav Böß ein imposantes Gefallenen-Denkmal auf dem Sportplatz eingeweiht. Mit der Einführung der Gauliga Berlin-Brandenburg war der WFC aber nicht mehr konkurrenzfähig und spielte bis zum Ende des Zweiten Weltkriegs nicht mehr in der obersten Spielklasse. Dank seiner Popularität verfolgten damals trotzdem bis zu 8.000 Zuschauer die Spiele des Vereins, ab 1937 in der „Kampfbahn am Faulen See“, dem heutigen Stadion Buschallee.

## DDR-Zeit
Als 1945 auf Betreiben der sowjetischen Besatzungsmacht alle bürgerlichen Vereine aufgelöst werden mussten, gründete sich anstelle des bisherigen WFC die Sportgruppe Weißensee Ost. Deren Fußballmannschaft stieg 1950 in die drittklassige Landesklasse Berlin Ost (später Bezirksliga) auf, wo sie unter der neuen Bezeichnung ASV Weißensee auftrat. Im Sommer 1953 wurde erneut eine Namensänderung in Blau-Weiß Weißensee vorgenommen. Am Ende der Saison 1953/54 stieg Blau-Weiß ab, erreichte aber bereits nach einem Jahr den Wiederaufstieg. Um den Sportlern eine solide ökonomische Basis zu gewährleisten, wandelte sich die ASV 1956 in eine Betriebssportgemeinschaft (BSG) um und trat nun bis 1990 unter dem Namen BSG Einheit Weißensee an. Bis 1970 pendelten die Fußballspieler zwischen Bezirksliga und Bezirksklasse, ehe sie sich 1987 bis zum Ende des DDR-Fußballs in der Bezirksliga halten konnten.

## Neugründung 1990
Als sich nach der politischen Wende von 1989 in Ostdeutschland auch das wirtschaftliche System veränderte, konnte die BSG Einheit in ihrer bisherigen Form nicht weiterbestehen. Auf der Suche nach einer neuen finanziellen Quelle bot sich eine Versicherungsanstalt an, mit deren Hilfe im Herbst 1990 der neue Fußballverein SG Eumako Weißensee gegründet werden konnte. 1991 gelang der Aufstieg in die viertklassige Berliner Verbandsliga. Da das finanzielle Engagement jedoch nur auf zwei Jahre begrenzt war, stellte sich im Frühjahr 1993 erneut die Existenzfrage. Als Ausweg wurde im Juni 1993 der Anschluss an den Großverein SV Preußen Berlin gefunden, der bisher über keine Fußballabteilung verfügte.
Als der SV Preußen kurz darauf mit dem in Konkurs gegangenen PFV Bergmann Borsig fusionierte, hatten die Fußballspieler nach DFB-Recht die Möglichkeit, entweder den Platz in der Oberliga Nordost (4. Liga) des ehemaligen PFV einzunehmen oder den Verein zu verlassen. Bis auf drei Stammspieler verließen alle Mannschaftsmitglieder den Verein, sodass der SV Preußen seinen Oberligaplatz am Ende der Saison durch Abstieg wieder verlor. 1997 erfolgte ein weiterer Abstieg in die Landesliga. Als auch beim SV Preußen die Finanzlage immer schlechter wurde, verließ die Fußballabteilung den Verein wieder und gründete im Frühjahr 1997 den ursprünglichen Verein Weißenseer FC neu. Nach Überwindung einiger juristischer Schwierigkeiten konnte sich der Verein zum 1. Oktober 1997 endgültig vom SV Preußen trennen.
Da der neue Verein kaum über ausreichend finanzielle Mittel verfügte, stieg die Mannschaft 1999 erst in die Bezirksliga und 2000 in die Kreisliga ab. Unter Leitung des Vereinspräsidenten Ernst Konrad gelang es danach, einen Sponsorenpool aufzubauen, den ehemaligen DDR-Oberliga-Schiedsrichter Reinhard Purz als Trainer zu gewinnen und 13 neue Spieler mit zum Teil Regional- und Oberligaerfahrung zu verpflichten. So gelang 2002 der Wiederaufstieg in die Berliner Bezirksliga. Im Mai 2011 fusionierte der HSV Rot-Weiß Berlin mit dem Weißenseer FC. Dabei blieb der Name Weißenseer FC erhalten, wodurch die Landesligamannschaft des HSV Rot-Weiß ab der Saison 2011/12 unter diesem Namen startete. Die bisherige erste Männermannschaft des WFC in Bezirksliga startete dort als zweite Mannschaft. 2015 stieg die erste Mannschaft aus der Landesliga ab, konnte aber in der Saison 2016/17 den Wiederaufstieg in die Landesliga feiern. 2022 erfolgte der erneute Abstieg in die Bezirksliga.

## Erfolge
- Berliner Meister: 1904 (im MFB)
- Berliner Pokalsieger: 1910 (im VBB)
- Ewige Tabelle der Berlin-Liga: 59. Platz